# Phanerodontia irpicoides
Phanerodontia irpicoides är en svampart som först beskrevs av Hjortstam, och fick sitt nu gällande namn av Hjortstam & Ryvarden 20 10. Phanerodontia irpicoides ingår i släktet Phanerodontia och familjen Thelephoraceae.   Inga underarter finns listade i Catalogue of Life.